# Harlan, Iowa
Harlan là một thành phố thuộc quận Shelby, tiểu bang Iowa, Hoa Kỳ. Năm 2010, dân số của thành phố này là 5106 người.

## Dân số
Dân số qua các năm:
- Năm 2000: 5282 người.
- Năm 2010: 5106 người.